# Nolina arenicola
Nolina arenicola es una especie de planta con rizoma perteneciente a la familia de las asparagáceas. Es originaria de  Norteamérica.

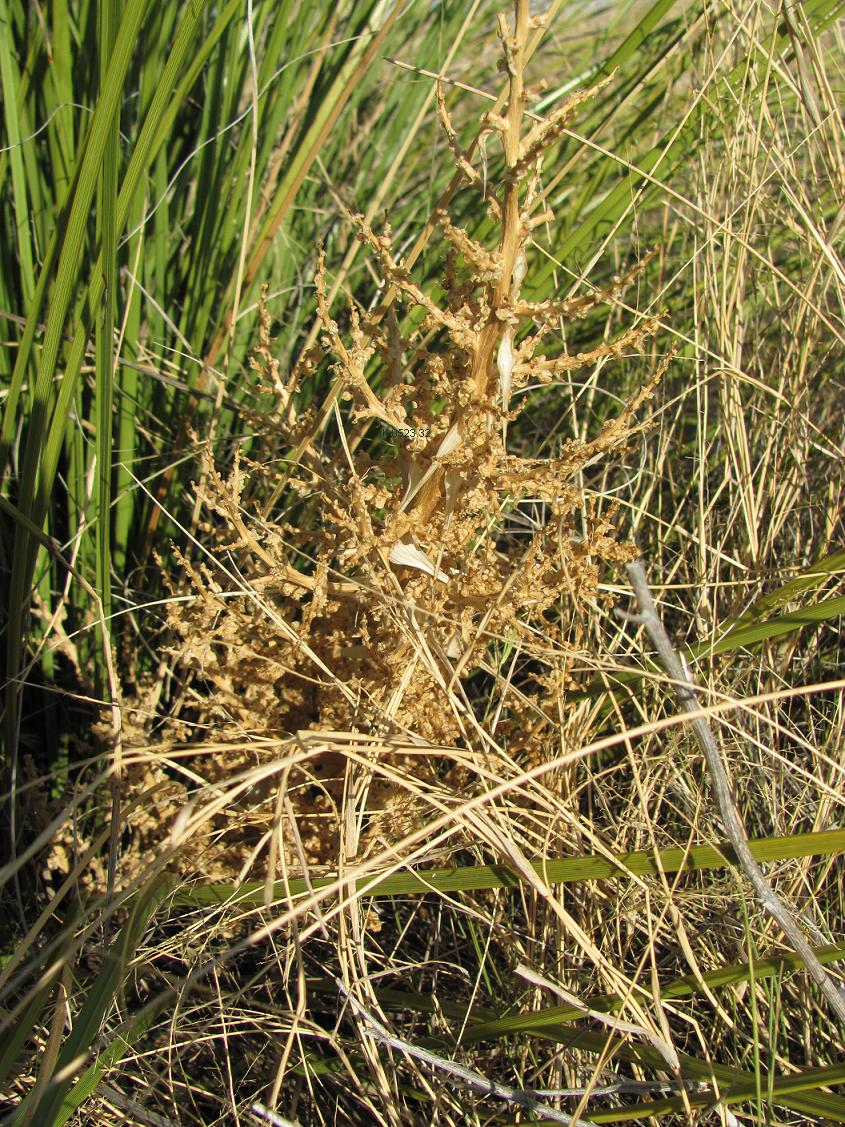
Vista de la planta

## Descripción
Es una planta casi sin tallo, cespitosa, en rosetas de verticales, caudices subterráneos, ramificada. Hojas como alambres, carinadas, planas o cóncavo-convexas de 100-200 cm x 10.5 mm, no glaucas, los márgenes serrulados y muy distantes entre sí, los dientes noncartilaginosos. El escapo de 1-3 dm. Inflorescencias paniculadas, rara vez púrpura, 4-7 dm × 12-18 cm, el raquis principal y divisiones gruesas,  desplazamiento lateral; brácteas persistentes. El fruto en cápsulas de paredes firmes, inflado,  ampliamente redondeado distalmente. Semillas de  3 x 4,3 mm de diámetro.

## Distribución y hábitat
La floración se produce a finales de primavera. Se encuentra en los suelos arenosos o dunas en los matorrales; a una altitud de 1200 metros, en Texas.
Nolina arenicola es endémica de la región Trans-Pecos de Texas y está en la lista de especies amenazadas y en peligro de extinción por los EE. UU. Nolina arenicola es similar a Nolina texana, salvo que en N. arenicola los grupos son mucho más robustos, con unas hojas mayores, serruladas cerca del punto de unión, y se limitan a las zonas arenosas.

## Taxonomía
Nolina arenicola fue descrita por Donovan Stewart Correll y publicado en Madroño 19(5): 187–188, en el año 1968.
Etimología
Nolina: nombre genérico otorgado en honor del botánico francés  Abbé P. C. Nolin, coautor del trabajo publicado 1755 Essai sur l'agricultura moderne.
arenicola: epíteto latíno que significa "que vive en la arena".